# Emissió (física)
En física l emissió electrònica  és un fenomen natural que consisteix en l'ejecció d'electrons cap a fora del seu entorn, des d'un cos, pot ser des d'un semiconductor però en certs casos, també des d'un aïllant.
Per a l'ejecció d'electrons des d'un medi cal energia suficient per a superar les forces d'atracció del cos en una quantitat igual o superior a aquestes. Depenent de la font d'energia subministrada als electrons emesos es distingeixen:
- Emissió termoiònica - la font de l'energia dels electrons és l'energia cinètica del moviment tèrmic dels electrons. És el mètode més comunament utilitzat per a obtenir electrons - s'utilitza en gairebé tots els tipus de tub d'electrons.
- Emissió de fotoelectrons - la font d'energia és la radiació electromagnètica com la llum, raigs-X.
- Emissió secundària - la font d'energia que crida l'atenció dels emissors de partícules materials, com ara electrons, protons
- Emissió per efecte de camp - emissió sota la influència d'un camp elèctric fort, per exemple, a la vora (Microscopi d'efecte de camp) o a prop de les pales en moviment sobre un objecte (Microscopi d'efecte túnel)
- Exo-emissió - les emissions sota la influència de diversos factors, com ara durant la deformació, o fricció d'un cos, quan són exposats a una emissió de llum amb una energia menor que la funció de treball del cos, que ha estat prèviament irradiat per radiacions ionitzants.[1][2][3]

## Nota
1. ↑  Peter W. Hawkes. Advances in electronics and electron physics.  Academic Press, 1992, p. 34–. ISBN 978-0-12-014725-0 [Consulta: 10 març 2012].
2. ↑  Franz Alt. ADVANCES IN COMPUTERS.  Academic Press, December 1961, p. 182–. ISBN 978-0-12-012102-1 [Consulta: 10 març 2012].
3. ↑  INFN ELOISATRON Project. Workshop. Innovative detectors for supercolliders: proceedings of the 42nd workshop of the INFN ELOISATRON Project, Erice, Italy, 28 Sept - 4 Oct 2003.  World Scientific, 1 juny 2004, p. 202–. ISBN 978-981-238-745-5 [Consulta: 10 març 2012].